# Colpotrochia crassipes
Colpotrochia crassipes är en stekelart som först beskrevs av Léon Abel Provancher 1886.  Colpotrochia crassipes ingår i släktet Colpotrochia och familjen brokparasitsteklar. Inga underarter finns listade i Catalogue of Life.